# Covid-19
Covid-19 (akronym för engelskans coronavirus disease 2019, det vill säga "coronavirussjukdom 2019") är en luftvägsinfektion orsakad av viruset sars-cov-2, som tillhör gruppen coronavirus. Sjukdomen påvisades första gången under coronavirusutbrottet i Wuhan i Kina i december 2019. Den snabba, globala spridningen ledde till covid-19-pandemin.

## Orsak
Covid-19 är en infektionssjukdom som orsakas av viruset sars-cov-2 som tillhör virusgruppen coronavirus. Sars-cov-2 tillhör samma taxonomiska familj som MERS-CoV och SARS-CoV, som orsakar sjukdomarna mers respektive sars. Flera andra virus som tillhör gruppen coronavirus är relativt harmlösa och ger vanliga förkylningar.

### Smittspridning
Covid-19 smittar mellan människor. Smittan sker huvudsakligen genom så kallad droppsmitta, vilket innebär att virus överförs via droppar (aerosol) från luftvägarna när en infekterad person nyser, hostar, talar eller andas. Små droppar med viruset smittar genom att de andas in eller kommer i kontakt med ögon, näsa eller mun. Sars-cov-2 kan också spridas genom kontaktsmitta, till exempel genom kontakt med kontaminerade ytor. Även om covid-19 inte smittar genom luftburen smitta kan droppar med virus finnas kvar en längre tid i trånga utrymmen med dålig ventilation.
Det förekommer även att personer utan symptom smittar andra personer. En del av dessa får symptom senare medan andra aldrig får några symptom. Det är okänt i vilken utsträckning helt asymptomatiska personer bidrar till smittspridningen. Personer som får symptom tros vara mest smittsamma omkring två dagar innan de får symptom, men kan vara smittsamma en längre period.

## Symptom

Symptom på covid-19.

Minst en tredjedel av de smittade får inte några symptom. Bland dem som får symptom får 80% milda symptom och återhämtar sig utan sjukhusvård, 15% får allvarliga symptom som kan behöva sjukhusvård och syrgastillförsel, och 5% blir kritiskt sjuka och behöver intensivvård.
De vanligaste symptomen är feber, torrhosta och trötthet. Andra vanliga symptom är: nedsatt lukt- eller smaksinne, nästäppa, röda ögon, halsont, huvudvärk, muskel- och ledvärk, hudutslag, illamående eller kräkningar, diarré, frossa och yrsel.
Inkubationstiden, tiden från då smitta sker till dess att man uppvisar symptom, är vanligen omkring 5 dagar, men kan sträcka sig från två till 14 dagar.
Hos en del personer kan vissa symptom kvarstå efter genomgången infektion. Långvariga symptom som beskrivits är bland annat trötthet, andfåddhet, hosta, hjärtklappning och försämrat luktsinne.

## Förebyggande

Faktablad från Folkhälsomyndigheten med rekommendationer för att motverka smittspridning av covid-19.

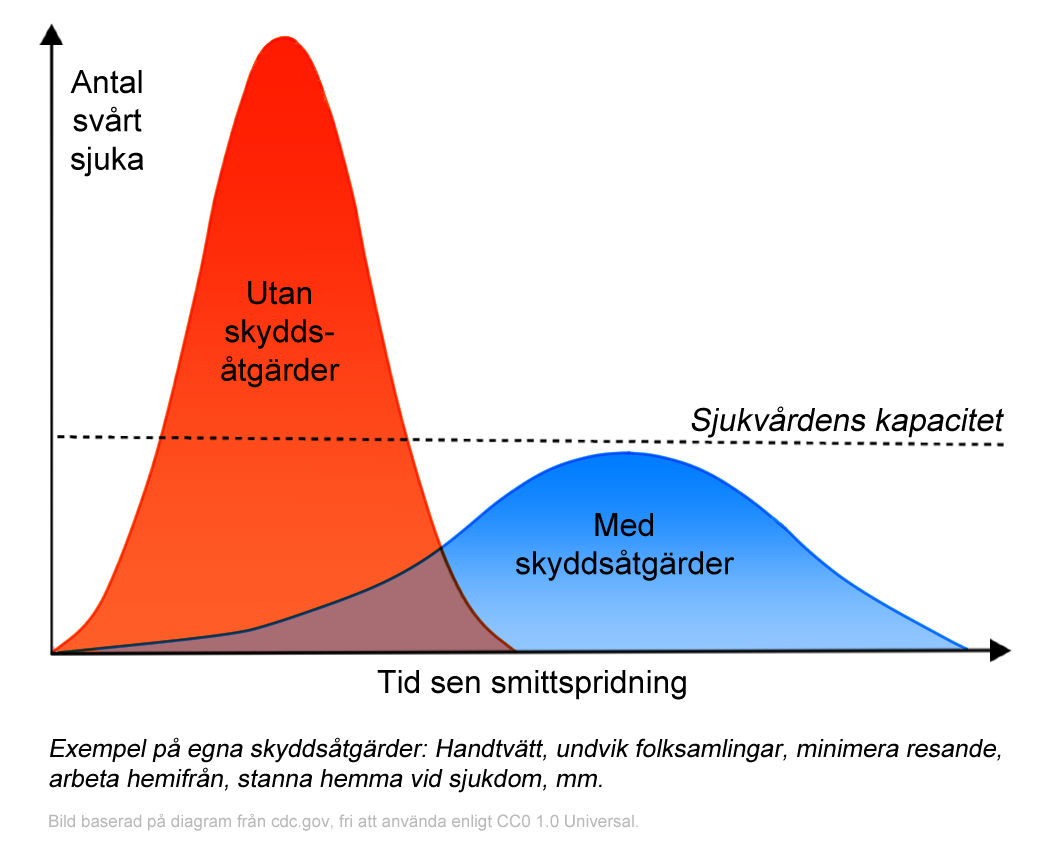
Diagram som visar skyddsåtgärders effekt vid smittspridning.

Globala hälsoorganisationer rekommenderar förebyggande åtgärder för att minska risken för infektion. Social distansering innebär att stanna hemma och att hålla avstånd till människor (minst två meter). God handhygien och att ofta tvätta händer med tvål och vatten och att eventuellt sprita händerna med handsprit som komplement, samt att inte vidröra ögonen, näsan eller munnen med otvättade händer. Världshälsoorganisationen (WHO) och amerikanska Centers for Disease Control and Prevention (CDC) rekommenderar alla som misstänker att de är smittade att isolera sig och bära munskydd om de behöver vara i närheten av andra människor. Man bör också ringa sjukvården i förväg snarare än att direkt besöka en klinik personligen. Nationella rekommendationer förekommer också. I Sverige rekommenderas att man stannar hemma om man har symptom på covid-19.
När covid-19 resulterade i en pandemi år 2020 fanns inte något verksamt vaccin utvecklat och testat. Förebyggande åtgärder betraktades därför som bästa sättet att motverka spridning av viruset och sjukdomen. Världshälsoorganisationen rekommenderade handtvätt som förebyggande åtgärd: att noggrant tvätta händerna med tvål och varmt vatten är effektivt mot virus, liksom handsprit om vatten och tvål inte finns tillgängligt. Den som hostar bör hosta i armvecket för att undvika att droppar förs ut i rummet eller fastnar på händerna. Alla sjuka bör hålla sig hemma, och fysisk kontakt som handhälsning, kramar och kyssar bör begränsas.

### Vaccin
Covid-19-vaccin är vaccin som ger ökad immunitet mot viruset sars-cov-2 som orsakar covid-19. Covid-19-vacciner har minskat dödligheten i sjukdomen.

## Behandling
Det finns ingen specifik behandling mot covid-19. Behandling som ges mot svårare sjukdomsfall riktas in mot att hantera symptomen och stödja funktionen hos påverkade organ. Syrgas med högt flöde kan ges till allvarligt sjuka personer och mer avancerat andningsstöd med exempelvis respirator kan bli aktuellt för kritiskt sjuka personer. Målet för saturation (pOX) är 92–96% hos lungfriska och 88–92% hos patienter med underliggande lungsjukdom, exempelvis KOL. Syrgasbehandling administreras på olika sätt – via näsgrimma, syrgasmask, högflödesgrimma.
Sjukdomen orsakade ofta störningar i blodkoagulationen med risk för blodproppar och blödningar. Denna risk fanns kvar även en tid efter den akuta sjukdomen och var svårast hos svårt sjuka intensivvårdsbehandlade patienter. Patienter med risk för blodproppar behandlas med antikoagulantia.
Dexametason, en glukokortikoid, kan minska mortaliteten hos allvarligt och kritiskt sjuka i covid-19. Användes vid svår sjukdom med syrebrist och uttalad inflammatorisk reaktion i dosering dexametason 5-6 mg  i en till tio dagar. Dosering och tid avgörs individuellt. Studier tyder på att behandlingen kan ha negativ effekt om den sätts in för tidigt när virusreplikationen fortfarande är hög. Ofta används en gräns på 7 dagars sjukdom innan kortison övervägs.
Det antivirala läkemedlet remdesivir godkändes 2020 för compassionate use av Europeiska läkemedelsmyndigheten (EMA) vid covidutlöst lunginflammation med hypoxi. WHO gick senare ut i november 2020 och bedömde att evidensläget kring behandling med remdesivir var oklart och att eventuell nytta inte var tillräckligt välbelagd. Medicinska fakulteten vid Johns Hopkins-universitetet rekommenderar näsandning och nynnande för rehabilitering av covid-19-patienter.
Omvårdnadsåtgärder innefattar noggrann övervakning och sömn i magläge rekommenderas för underlättad andning.
Antibiotika har ingen effekt mot covid-19 eller någon annan sjukdom som orsakas av virus och inte bakterier. Behandling med ivermectin har studerats som behandling för covid-19 i randomiserade kontrollerade studier utan någon påvisad nytta. Hos främst immunsupprimerade patienter har plasmaferes med tillförsel av plasma, och därmed antikroppar, från personer som varit smittade med covid-19 studerats.

## Graviditet
Risken för allvarlig covid-19 kan vara något förhöjd vid graviditet. Samma riskfaktorer för svår covid-19 verkar föreligga för gravida som övriga. För att säkerställa säkra graviditeter och förlossningar under covid-19-pandemin är det viktigt att hälso- och sjukvården i övrigt är fungerande och tillgänglig, och att den tar strikt hänsyn till åtgärder som förebygger infektioner. Det fanns i maj 2021 ingen evidens för att covid-19 skulle kunna överföras från moder till barn vid förlossning eller amning, och kvinnor uppmuntrades att amma som normalt och i den mån det var möjligt. Barn kan smittas med covid-19 men det är mycket sällsynt med allvarliga symptom hos nyfödda och barn.

## Epidemiologi
Covid-19 hade i slutet av oktober 2022 drabbat över 620 miljoner människor med mer än 6,5 miljoner dödsfall, rapporterade till WHO, som följd. Viruset identifierades ursprungligen i mitten av december 2019 i Wuhan, som är huvudstad i Hubei-provinsen i den centrala delen av Kina, efter att flera personer drabbats av lunginflammation.

### Riskfaktorer och dödlighet
Sjukdomen tenderar att drabba äldre, personer med kronisk sjukdom och personer inom särskilt boende hårdare. Risken för allvarlig sjukdom med sjukhusinläggning som följd ökar flerfaldigt hos personer med kroniska sjukdomstillstånd.Särskilt boende. Ytterligare en riskfaktor har visat sig vara vissa genetiska faktorer. Vissa individer kan inte producera spårbara nivåer av typ 1 interferoner eller producera auto-antikroppar mot dessa. Dödligheten har uppskattats till 0,5–1% internationellt. Hög ålder medför en ökad dödlighet. I Sverige har dödligheten uppskattats till 0,6%. Dödligheten hos personer som är 70 år eller äldre är 4% och hos personer som är yngre än 70 år är den 0,1%.

## Namn
Covid-19 är en akronym för engelskans coronavirus (den grupp som viruset tillhör) och disease (som betyder sjukdom) och 2019 som är året då sjukdomen bröt ut. Sjukdomen fick sitt officiella namn "covid-19" den 11 februari 2020 av Världshälsoorganisationen (WHO), vilket var samma dag som International Committee on Taxonomy of Viruses (ICTV) gav det virus som orsakar sjukdomen det officiella namnet "sars-cov-2", vilket är en förkortning av severe acute respiratory syndrome coronavirus 2.